# Belém
Belém er hovedstaden og den største by i delstaten Pará i det nordlige Brasilien. Selve byen Belém har et indbyggertal på 1.303.403 (2022) indbyggere, mens storbyområdet Região Metropolitana de Belém har et indbyggertal på  indbyggere.